# Pseudallata
Pseudallata är ett släkte av fjärilar. Pseudallata ingår i familjen tandspinnare.
Kladogram enligt Catalogue of Life:
| Pseudallata | \| \| Pseudallata argyropeza \| \| \| \| \| \| Pseudallata laticostalis \| \| \| \| |
|             | \| \| Pseudallata argyropeza \| \| \| \| \| \| Pseudallata laticostalis \| \| \| \| |
|             | Pseudallata argyropeza                                                              |
|             |                                                                                     |
|             | Pseudallata laticostalis                                                            |
|             |                                                                                     |